# 羅森代爾鎮區 (明尼蘇達州沃通旺縣)
羅森代爾鎮區（英語：Rosendale Township）是位於美國明尼蘇達州沃通旺縣的一個行政鎮區。

## 地方資料
羅森代爾鎮區的面積為99.45平方千米，當中陸地面積為98.94平方千米，而水域面積為0.51平方千米。根據2020年美國人口普查的數據，當地共有人口273人，而人口密度為每平方千米2.75人。